# Convención para la Reglamentación de las Actividades sobre Recursos Minerales Antárticos
La Convención para la Reglamentación  de las Actividades sobre Recursos Minerales Antárticos fue un acuerdo internacional celebrado el 25 de noviembre de 1988 en Wellington, Nueva Zelanda con la intención de que formase parte del Sistema del Tratado Antártico. El acuerdo tenía por finalidad regular las actividades mineras en la región antártica con el objetivo de cuidar el medio ambiente en la región, así como proteger su valor cultural y científico. El tratado estuvo abierto para su firma desde su celebración hasta el 25 de noviembre de 1989. Sin embargo, nunca entró en vigencia debido a que no fue ratificado por ningún estado.

## Historia
Al comienzo de la década de 1970 se comenzaron a realizar conversaciones sobre la posible explotación de recursos minerales en la Antártida entre los Estados miembros del Tratado Antártico. En 1973, el buque norteamericano Glomar Challenger descubrió hidrocarburos en el Mar de Ross.. Esto despertó el interés de varias empresas internacionales en la extracción de dichos recursos. Por esta razón, se decidió tratar la cuestión de la explotación minera y petrolífera en la región antártica en la Sexta Reunión Consultiva del Tratado Antártico ,que se llevó a cabo en 1970 en Tokio.
No fue sino hasta 1982 cuando se comenzó a trabajar en la elaboración de un régimen que regulara la explotación de los recursos minerales antárticos, durante la Cuarta Reunión Consultiva Especial del Tratado Antártico celebrada en Wellington. Las negociaciones demoraron 6 años, siendo finalizadas en 1988, abriéndose a la firma ese mismo año. La convención fue firmada por 19 estados, aunque nunca fue ratificada por ninguno. Los gobiernos de Francia, Bélgica y Australia decidieron no firmar el tratado y llamaron a los demás estados a no hacerlo y trabajar en un régimen de protección integral del ambiente antártico. Por esta razón y la falta de ratificación por parte de los estados signatarios, se dejó de lado este tratado y se comenzó a trabajar en Protocolo al Tratado Antártico sobre Protección del Medio Ambiente.

## Estados signatarios
El tratado estuvo abierto a la firma de todos los Estados miembros del Tratado Antártico. Sin embargo, para su entrada en vigencia era necesario que todos los estados que tuviesen reclamaciones territoriales en la Antártida firmaran el tratado. Fue firmado por 19 estados, aunque ninguno lo ratificó, por lo que nunca entró en vigencia.
| País                          | Firma de la convención  | Ratificación, aceptación o adhesión |
| ----------------------------- | ----------------------- | ----------------------------------- |
| Argentina                     | 17 de marzo de 1989     | No                                  |
| Brasil                        | 25 de noviembre de 1988 | No                                  |
| Checoslovaquia                | 21 de noviembre de 1989 | No                                  |
| Chile                         | 17 de marzo de 1989     | No                                  |
| China                         | 28 de junio de 1989     | No                                  |
| Corea del Sur                 | 25 de noviembre de 1988 | No                                  |
| Dinamarca                     | 24 de febrero de 1989   | No                                  |
| Estados Unidos                | 30 de noviembre de 1988 | No                                  |
| Finlandia                     | 25 de noviembre de 1988 | No                                  |
| Japón                         | 22 de noviembre de 1989 | No                                  |
| Noruega                       | 25 de noviembre de 1988 | No                                  |
| Nueva Zelanda                 | 25 de noviembre de 1989 | No                                  |
| Polonia                       | 24 de febrero de 1989   | No                                  |
| Reino Unido                   | 22 de marzo de 1989     | No                                  |
| República Democrática Alemana | 21 de abril de 1989     | No                                  |
| Sudáfrica                     | 25 de noviembre de 1988 | No                                  |
| Suecia                        | 25 de noviembre de 1988 | No                                  |
| Unión Soviética               | 25 de noviembre de 1988 | No                                  |
| Uruguay                       | 25 de noviembre de 1989 | No                                  |